# Liljeborgia sinica
Liljeborgia sinica is een vlokreeftensoort uit de familie van de Liljeborgiidae. De wetenschappelijke naam van de soort is voor het eerst geldig gepubliceerd in 1992 door Ren.